# قائمة ولاة وأمراء أرمينية

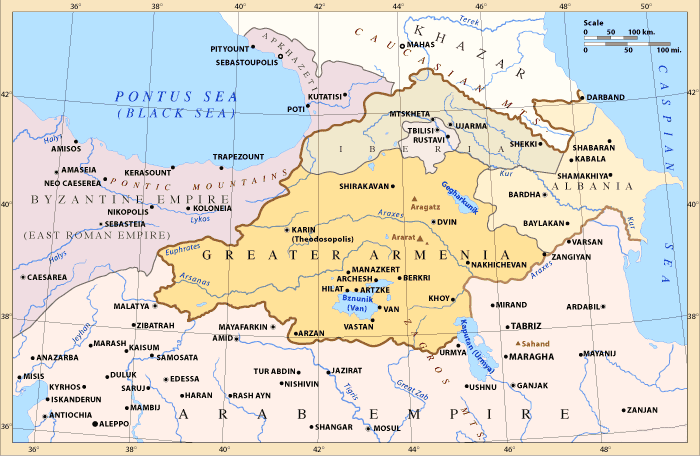
صورة لولاية أرمينية (والولاية هي نوع من الإمارة تابعة للخلافة ولكن تتمتع بقدر كبير من الاستقلال الذاتي) في العصر العباسي، وتحديدًا بين الأعوام 750-884

هذه قائمة بولاة وحكام ولاية أرمينية الإسلامية.

## الخلفية
ولاية أرمينية هي الأراضي التي تقبع في:
1. جنوب القوقاز (اليوم أرمينيا، وأذربيجان، وجورجيا)
2. بعض الأراضي في شمال القوقاز (اليوم داغستان، والشيشان، واللتان تقعان ضمن روسيا اليوم)
3. بعض الأراضي في شرق تركيا

قبل الفتح الإسلامي لأرمينية، كانت معظم هذه الأراضي تخضع لسلطة الإمبراطورية الفارسية الساسانية، بينما كانت أجزاء صغيرة منها تتبع الإمبراطورية البيزنطية الرومية، وتتعرض مناطق أخرى لهجمات متقطعة من الخزر. وقد كانت إمبراطورية الخزر تمتد في شمال القوقاز وشمال بحر قزوين. وعقب انتصار المسلمين على الساسانيين، أصبحت هذه الأراضي تحت سيطرتهم، بل وتمكنوا من التقدم شمالًا إلى ما يُعرف اليوم بروسيا. غير أن توسعهم في القوقاز توقّف بسبب مقاومة وغارات أتراك الخزر، فقد شنوا حملات غزو ونهب، منها حملتهم عام 797 لغزو ونهب داغستان.
ظلَّت هذه المناطق تحت الحكم الإسلامي حتى اجتياح المغول في منتصف القرن الثالث عشر، حيث دمّروا مدنها، ومنها دربند، أحد أهم معاقل المسلمين. ومع تراجع النفوذ المغولي، استعاد مسلمو فارس سيطرتهم على المنطقة، وأعادوا بسط نفوذهم. وانتشر الإسلام في مناطق مثل أذربيجان، وداغستان، والشيشان، وشرق تركيا، بينما بقيت مناطق أخرى مثل جورجيا وأرمينيا محافظة على المسيحية.
وفي القرنين الثامن عشر والتاسع عشر، تصاعد النفوذ الأوروبي، وبرزت الإمبراطورية الروسية قوةً جديدةً تسعى للتوسع. في المقابل، كانت الدولة الصفوية في إيران تعاني من الضعف نتيجة صراعاتها مع العثمانيين، مما مهّد الطريق لاندلاع سلسلة من الحروب بين روسيا وبلاد فارس. بدأت هذه المواجهات بـالحرب الروسية الفارسية (1722-1723), ثم الحرب الروسية الفارسية (1804-1813), وأخيرًا الحرب الروسية الفارسية (1826-1828). وأسفرت هذه الحروب عن انهيار السيطرة الإسلامية على المنطقة ووقوعها تحت الهيمنة الروسية.
ظلَّت هذه المناطق تحت الحكم الروسي حتى تفكك الاتحاد السوفيتي، الذي أتاح استقلال بعض الدول مثل أرمينيا، أذربيجان، وجورجيا. غير أن ذلك لم يضع حدًا للصراعات، إذ اندلعت حروب استقلال أخرى، من أبرزها الحرب الشيشانية الأولى والحرب الشيشانية الثانية، وانتهت هذه النزاعات بانتصار روسيا، واحتفاظها بسيطرتها على داغستان والشيشان ضمن الاتحاد الروسي الفيدرالي

## توزيع السلطة
توزَّعَت السلطة في إمارة أرمينية، بين:
1. الأمير، وهو السلطة العليا في المنطقة، لا يرجع إلا للخليفة، وقد كان الأرمن يسمون الأمير بالعستكان وهو لقب مأخوذ من اللغة الأرمنية القديمة
2. الأمير المُترَئّس، وهو من الجالية المحلية، وقد كان غالبًا من الأرمن.

## الولاة والأمراء

### الولاة الأوليون
يُقال إن هؤلاء كانوا ولاةً في عهد الخليفتين عثمان (حكم من 644 إلى 656) وعلي (حكم من 656 إلى 661)، وكذلك في عهد الأمويين الأوائل:
- حذيفة بن اليمان
- المغيرة بن شعبة
- القاسم بن ربيعة بن أمية بن أبي الصلت الثقفي
- حبيب بن مسلمة
- الأشعث بن قيس (حوالي 657 م)
- المهلب بن أبي صفرة (حوالي 686 م)

### الدولة الأموية
مع خضوع أرمينية لمحمد بن مروان بعد عام 695، دُمجَت الولاية رسميًا في الخلافة، ونُصِّب أمير عربي (عستكان) في دبين:
- محمد بن مروان، (حوالي 695-705)، ويمثله النواب التاليون:
  - عثمان بن الوليد بن عقبة
  - عبد الله بن حاتم الباهلي
- عبد العزيز بن حاتم الباهلي (706–709)
- مسلمة بن عبد الملك (709–721)
- الجراح الحكمي (721–725)
- مسلمة بن عبد الملك (725–729)
- الجراح الحكمي (729–730)
- مسلمة بن عبد الملك (730–732)
- مروان بن محمد (732–733)
- سعيد بن عمرو الحرشي (733–735)
- مروان بن محمد (735–744)
- إسحاق بن مسلم العقيلي (744–750)

### الدولة العباسية
- أبو جعفر المنصور (750–753)
- يزيد بن أسيد السلمي (753–755)
- سليمان (755–?)
- صالح بن سبيع الكندي (حوالي 767)
- بكار بن مسلم العُقَيْلي (حوالي 769–770)
- الحسن بن قحطبة (770/771–773/774)
- يزيد بن أسيد السلمي (773/774–778)
- عثمان بن عمرة بن خريم (778–785)
- خزيمة بن خازم (785–786)
- يوسف بن راشد السُّلَمي (786–787)
- يزيد بن مزيد الشيباني (787–788)
- عبيد الله بن المهدي (788–791) (?)
- عبد القادر (791)
- الفضل البرمكي (791–793)
- عمر بن أيوب الكناني (793)
- ? (793)
- خالد بن يزيد السُّلَمي (793–794)
- العباس بن جرير بن يزيد البجلي (794)
- موسى بن عيسى بن موسى (794–795)
- يحيى بن سعيد الحرشي (795)
- أحمد بن يزيد بن أُسيد السُّلَمي (795–797)
- سعيد بن سالم الباهلي (797–799)
- نصر بن حبيب المهلبي (799)
- ابن ماهان (799)
- يزيد بن مزيد الشيباني (799–801)
- أسد بن يزيد الشيباني (801–802)
- محمد بن يزيد الشيباني (802–803)
- خزيمة بن خازم (803–?)
- سليمان بن يزيد (807–808)
- أسد بن يزيد الشيباني (حوالي 810)
- إسحاق بن سليمان العباسي (حوالي 813)
- خالد بن يزيد الشيباني (813–?)، (828–832)، (841)، (حوالي 842–844)
- محمد بن خالد بن يزيد الشيباني (حوالي 842/844–?)
- أبو سعيد محمد المروزي (849–851)
- يوسف بن محمد بن يوسف المروزي (851–852)
- بغا الكبير (852–855)
- محمد بن خالد بن يزيد الشيباني (857–862)
- علي بن يحيى الأرمني (862–863)
- العباس بن المستعين (863–865)
- عبد الله بن المعتز (866–867)
- أبو الساج (867–870)
- عيسى بن الشيخ (870–875، اسميًّا حتى 882/3)
- المفوض إلى الله (875–878)
- محمد بن خالد بن يزيد الشيباني (878)

## الأمراء المُترَئّسون
- مجيج الثاني [الإنجليزية] (بالأرمنية: Մժեժ Բ Գնունի)، 628–635
- ديفيد شاروني [الإنجليزية] (بالأرمنية: Դավիթ Սահառունի)، 635–638
- ثيودور رشتوني (بالأرمنية: Թէոդորոս Ռշտունի)، 638–645
- فرزت الثاني البقرادوني [الإنجليزية] (بالأرمنية: Վարազ Տիրոց Բ Բագրատունի)، 645
- ثيودور رشتوني (بالأرمنية: Թէոդորոս Ռշտունի)، 654–655
- مشيغ الثاني الممكوني [الإنجليزية] (بالأرمنية: Մուշէղ Բ Մամիկոնեան)، 654
- ثيودور رشتوني (بالأرمنية: Թէոդորոս Ռշտունի)، 654–655
- حمزس الثاني الممكوني [الإنجليزية] (بالأرمنية: Համազասպ Բ Մամիկոնեան)، 655–658
- جورجي الأول الممكوني [الإنجليزية] (بالأرمنية: Գրիգոր Ա Մամիկոնեան)، 662–684/85
- أشوت الثاني البقرادوني [الإنجليزية] (بالأرمنية: Աշոտ Բ Բագրատունի)، 686–690
- نرسيس كمركن [الإنجليزية] (بالأرمنية: Ներսէս Կամսարական)، 689–691
- سمبات الخامس البقرادوني [الإنجليزية] (بالأرمنية: Սմբատ Զ Բագրատունի)، 691–711
- أشوت الثاني البقرادوني [الإنجليزية] (بالأرمنية: Աշոտ Գ Բագրատունի)، 732–744
- جورجي الثاني الممكوني [الإنجليزية] (بالأرمنية: Գրիգոր Բ Մամիկոնեան)، 745–746
- أشوت الثاني البقرادوني [الإنجليزية] (بالأرمنية: Աշոտ Գ Բագրատունի)، 746–748
- جورجي الثاني الممكوني [الإنجليزية] (بالأرمنية: Գրիգոր Բ Մամիկոնեան)، 748
- موشيغ السادس الممكوني (بالأرمنية: Մուշէղ Բ Մամիկոնեան)، 748–753
- شهق السابع البقرادوني [الإنجليزية] (بالأرمنية: Սահակ Է Բագրատունի)، 755–761
- سمبات السابع البقرادوني (بالأرمنية: Սմբատ Է Բագրատունի)، 761–775
- آشوط الرابع (بالأرمنية: Աշոտ Դ Բագրատունի)، 806–826
- بغرات الثاني البقرادوني [الإنجليزية] (بالأرمنية: Բագրատ Բ Բագրատունի)، 830–851
- أشوت الخامس البقرادوني [الإنجليزية] (بالأرمنية: Աշոտ Ա Հայոց Արքայ، Աշոտ Ե իշխան Հայոց)، 862–884

## طالع أيضًا
- دبيل
- إمارة أرمينية